# Reindhold Scheibler
Reindhold Scheibler (n. 2 [sau 22] iunie 1889, Berlin – d. ?) a fost un profesor, traducător și prozator de etnie germană din Regatul României, autor al unei traduceri în limba germană a poeziei „Luceafărul”, primar al Chișinăului în anul 1938.
A făcut studii universitare la Facultatea de Litere, devenind apoi profesor de germană la Liceul Comercial din Chișinău. A mai lucrat și ca profesor la Liceul Militar Mănăstirea Dealului. A fost unul dintre conducătorii mișcării obștești „Straja Țării” și comandant al mișcării de cercetași. Ca traducător s-a manifestat prin traducerea în limba germană a scrierilor lui Mihai Eminescu, Octavian Goga, Dimitrie Bolintineanu ș.a. Pe lângă opera tradusă, în enciclopedia „Figuri contemporane din Basarabia” Chișinău (1939), apare și opera sa originală: „Mâna Faraonului”, „Visul străjerului”, „Pe cealaltă cale” și „O noapte în tabără”.